# Newtownards Road
Newtownards Road je ulica u istočnom Belfastu u Sjevernoj Irkoj. Većinsko stanovništvo pripada protestantantskoj radničkoj klasi. Ulica se proteže od središta grada prema istoku do Harland and Wolff brodogradilišta, gdje dosta stanovnika ulice radi. U središtu grada ulica prolazi pored Stormonta. Ova četvrt graniči s katoličkom četvrti Short Strand i bila je mjesto važnih dešavanja koji su se desili tijekom tzv. The Troubles u Sjevernoj Irskoj. Zid mira u Belfastu razdvaja ove četvrti.
- Mural na Newtownards Roadu, istočni Belfast, u pozadini se vidi Harland and Wolff brodogradilište. Mural oslikava najpoznatiji brod koji je u brodogradilištu izgrađen - Titanic.
- Unionistički mural na Newtownards Road, istočni Belfast. Podsjeća na nekoliko IRA-inih atentata.